# Duální monarchie Anglie a Francie
Duální monarchie Anglie a Francie (anglicky Dual monarchy of England and France), též tzv. „Unie dvou korun“ (francouzsky Union des deux couronnes), byla personální unie jednostranně vytvořená Angličany v pozdní fázi tzv. stoleté války, dlouhodobého konfliktu mezi Anglií a Francií, během níž si anglický panovník činil nárok na Francouzské království. Unie obou zemí byla zpečetěna 16. prosince 1431 korunovací anglického krále Jindřicha VI. na krále Francie v pařížském Notre Dame. K realizaci unie obou korun došlo jen částečně a dočasně. Angličanům se nepodařilo získat celou Francii pod svou kontrolu a sesadit francouzského krále Karla VII., ve válce s Francouzi ztratili téměř všechna francouzská území.

Francie roku 1428, kdy byla severní část ovládána Angličany a Burgunďany

Po skonu francouzského krále Karla VI. 21. října 1422 se část francouzské šlechty postavila na stranu jeho prvorozeného syna dauphina Karla, kdežto druhá část podporovala mocenské nároky tehdy teprve devítiměsíčního dítěte Jindřicha VI., a to na základě smlouvy z Troyes, v níž zesnulý král odkázal Francii svému zeti anglickému králi Jindřichovi V. a jeho dědicům. Ačkoli byla smlouva ratifikována generálními stavy Francie, byl akt porušením francouzského dědického práva, které nařizovalo, že francouzská koruna nemůže být odcizena. Karlův prvorozený syn byl roku 1429 oficiálně korunován v Remeši jako francouzský král Karel VII.
Jindřich VI. se stal králem Anglie i Francie, ale uznáván byl pouze Angličany a Burgunďany do roku 1435. Jako francouzský král Jindřich II. byl korunován 16. prosince 1431, avšak k realizaci unie došlo jen částečně, neboť Angličanům se nepodařilo sesadit francouzského krále Karla VII. a navíc ztratili téměř všechna francouzská území. Anglická vojska byla nakonec ze země vyhnána, tzv. „stoletá válka“ skončila tím, že s výjimkou Calais a Normanských ostrovů Angličané ztratili všechna francouzská území, která před válkou vlastnili.